# أكون أو لا (مسلسل)
أكون أو لا، مسلسل تلفزيوني درامي بحريني من إخراج علي العلي وتاليف حسين المهدي.

## قصة المسلسل
في تسعينيات القرن الماضي، تدور أحداث المسلسل داخل قرية صغيرة تقع على أطراف مدينة معزولة عن المجتمع المدني، اخترقها الجهل وعشش في قلوب ساكنيها وحطم قلوب العذارى في تحقيق حلمهن بالزواج ممن يحببن.
آمنة سيدة أربعينية توفي زوجها بعد إصابته بمرض فتاك، فقررت أن تكمل مسيرته، وتمكنت من تربية أبنائها: سالم صاحب الشخصية الطيبة، وعزيز غير الصادق في أفعاله، وسجى أصغرهم.
تجد آمنة نفسها أمام تربية ابنة أختها خديجة بعد وفاة والدها الثري الذي كان يعمل تاجرًا كبيرًا في سوق القرية؛ الأمر الذي يدفع عزيز إلى إغواء الفتاة الصغيرة حتى يتزوجها ويسيطر على ثروتها. حلم عزيز لم يتحقق بعد قرار الأم تزويج ابنها سالم لخديجة؛ ما أثار غضبه بشدة، فقرر أن يصنع مكائد عديدة حتى يتمكن من تشويه سمعة خديجة.
و ينتهي المسلسل بإلقاء القبض على المختار والشيخ عبد الملك وإلقائهم في السجن. 

## الفنانون المشاركون بالعمل
- باسمة حمادة... بدور آمنة.
- خالد أمين.... بدور عزيز ابن امنة.
- حمد العماني... بدور سالم ابن امنة.
- صمود... بدور سجى ابنة امنة
- بثينة الرئيسي... بدور خديجة ابنة اخت امنة.
- صلاح الملا... بدور مصطفى.
- إبراهيم الحساوي... بدور الشيخ عبد الملك..
- أسيل عمران... بدور ثريا.
- ليلى عبد الله... بدور رضية.
- أحمد عيسى... بدور حمزة
- شمعة محمد... بدور والدة ثريا.
- مبارك خميس... بدور حامد
- سامي رشدان... بدور فتحي.
- سميرة الوهيبي... بدور سلمى.
- شيماء جناحي... بدور بشاير.
- إيمان سبت... بدور إيمان.
- أمينة القفاص.
- علي الجابري... بدور أبو هلالة.
- حسين الجمري... بدور مجيد
- محمد الصفار... بدور الشيخ هاني.